# Choloy-Ménillot
Choloy-Ménillot – miejscowość i gmina we Francji, w regionie Grand Est, w departamencie Meurthe i Mozela.
Według danych na rok 1990 gminę zamieszkiwało 588 osób, a gęstość zaludnienia wynosiła 49 osób/km² (wśród 2335 gmin Lotaryngii Choloy-Ménillot plasuje się na 540. miejscu pod względem liczby ludności, natomiast pod względem powierzchni na miejscu 478.).